# هشت صبح
روزنامه ۸ صبح نام روزنامهٔ صبح چاپ کابل پایتخت افغانستان است که با صاحب امتیازی سنجر سهیل، مسئولیت محمد محق منتشر می‌شود.
۸ صبح یکی از پر مخاطب‌ ترین روزنامه‌های افغانستان است که تا اکنون جوایز بین‌المللی متعددی را نیز دریافت کرده است. پس از سقوط افغانستان به دست طالبان روند چاپ این روزنامه متوقف شد اما این روزنامه به صورت آنلاین فعالیت خود را دوام می‌دهد.

## تاریخچه
۸ صبح در یکم جوزا (خرداد) ۱۳۸۶ - ۲۳ می‌ ۲۰۰۷ در شهر کابل پایتخت افغانستان به فعالیت آغاز کرد.
این روزنامه برخلاف سایر روزنامه‌های افغانستان در دَه شهر افغانستان به صورت هم‌زمان چاپ و توزیع می‌شود. روزنامه ۸ صبح در حال حاضر در ولایت‌/اُستان‌های کابل، هرات، ننگرهار، بلخ و کندز به صورت هم‌زمان چاپ می‌شود و در ولایت‌های بدخشان، تخار، بغلان، غزنی و بامیان به صورت هم‌زمان و همه روزه پخش می‌گردد. در حال حاضر روزنامه ۸ صبح پُرتیراژترین روزنامه افغانستان می‌باشد. 
روزنامه ۸ صبح، با قرار دادن اصل «بی طرفی و ارائه اطلاعات قابل اعتماد» در سرخط اصول کاری اش به کار ادامه می‌دهد. ۸ صبح تأکید دارد که با اصول روزنامه‌نگاری مدرن به کار خود ادامه خواهد داد.

## مرام نشراتی
بنا بر ادعای مسوولین این روزنامه، با انتخاب نام این روزنامه کوشش شده‌است تا روند تازه‌ای درنامگذاری نشریات افغانستان آغاز یابد.
در معرفی‌نامه این روزنامه آمده‌است: "مشخصه "هشت صبح" اصلاح‌گری خواهد بود و با احترام به آزادی و با درک محدودیت‌های زمانی و سیاسی به نشر آن دسته از مطالب سیاسی نخواهد پرداخت که با دست آویز قرار دادن مذهب، زبان و قوم، به شکل آشکار باعث حساسیت، نفاق، خشونت و تشنج می‌شود." 
قسیم اخگر مدیر مسوول روزنامه ۸ صبح و صاحب نظر افغانستانی می‌گوید:" ۸ صبح نشریه‌ای است که صدا، اندیشه و تفکر خاص خودش را دارد، ۸ صبح تمرین یک‌سلسله ارزش‌های دموکراتیک است .این نشریه میزخطابه‌ای برای اندیشه‌های واپس گرایانه در اشکال گوناگون آن نخواهد شد. بلکه برای این نشریه آزادی ارزش‌ها دموکراتیک؛ مِن جمله ارزش‌های حقوق بشری اهمیت خاص خود را دارد."
در بخش دیگری از معرفی نامهٔ این روزنامه آمده‌است "زبان روزنامه‌ی"۸صبح" از معیارهای روزنامه‌نگاری معاصر پیروی خواهد کرد و در نگارش مطالب از کوتاه‌نویسی استفاده خواهد شد. نوشتار روان، فاقد پیچیدگی‌های منطقی و معنایی، رعایت اصول نگارش و نقطه گذاری، خلاصه‌نویسی و… ویژگی‌های زبانی روزنامه‌ی"۸صبح" خواهند بود."
عده‌ای می‌گویند:" انتخاب نام "۸ صبح" برای یک روزنامه و هم شیوه صفحه آرایی آن، برخورد به نسبت نوترِ دست اندرکارانِ این نشریه را با موضوع روزنامه‌نگاری نشان می‌دهد."

## تفاوت با دیگر نشریات
مسئولان این روزنامه قول داده‌اند تا براساس نام نشریه شان همه روزه این روزنامه، ساعت ۸ صبح در دسترس علاقه مندان آن قرار داشته باشد.
۸ صبح زبان نوشتاری ویژه خود را دارد و از واژه‌ها و جمله‌های عربی استفاده نمی‌کند.
سرمقاله خود را با نام زنگ اول منتشر می‌کند و رویدادهای روز، سیاست، حقوق بشر، اجتماع، اقتصاد، اندیشه، جهان و ورزش  محتویات صفحه‌های درونی آن را تشکیل می‌دهد.
مسئولان روزنامه ۸ صبح می‌گویند "ارزش محتوایی و شیوه نگارش" مطالبی که در این روزنامه چاپ می‌شود، تفاوت این روزنامه را با سایر نشریاتی که در کابل چاپ می‌شوند، نمایان خواهد ساخت.

## سیاست‌ها
نوشته‌های روزنامه ۸ صبح بیشتر مسایل حقوق بشری و شیوه‌های نوین سیاست‌مداری را منعکس می‌سازد.
در عین زمان ۸صبح از محدود نشریات داخلی افغانستان که برای بار نخست مسایل بین‌المللی را به گونه ژرف بررسی کرده و همه روزه مقالات، تحلیل‌ها و گزارش‌های در زمینه مسایل بین‌المللی حاد که اوضاع جهان و افغانستان را متأثر می‌سازد، در این روزنامه به نشر می‌رسد. ۸ صبح هم چنان تحلیل‌های جامعی را در ارتباط به اوضاع کشورهای جهان و منطقه که افغانستان با آن کشورها روابط نزدیک تجاری، سیاسی و فرهنگی دارد، منعکس کرده و تلاش می‌کند که آگاهی سیاست‌مداران و مخاطبان افغانستانی را در ارتباط به اوضاع بین‌المللی بالا ببرد.
به نظر می‌رسد ۸ صبح در سیاست بیرونی خود از منتقدان سیاست‌های ایران در قبال جهان و مهاجرین افغانستانی در ایران است. در همین حال ۸ صبح از سیاست بین‌المللی که اوضاعِ بخشی از جهان را به صورت کل و اوضاع منطقه را به صورت ویژه زیر تأثیر قرار می‌دهد، انتقاد کرده و نسبت به پیامدهای منفی و مثبت آن هشدار می‌دهد.

## روزنامه برقی (الکترونیکی)
۸ صبح از محدود روزنامه‌های افغانستان است که هم‌زمان در اینترنت نیز منتشر می‌شود.
مسئولان این روزنامه از شماره هشتاد و ششم دوشنبه ۱۲ سنبله/شهریور ۱۳۸۶ آغاز به چاپ نوشته‌های خود در اینترنت کردند.
سایت روزنامهٔ ۸ صبح یکی از فعال‌ترین سایت‌های رسانه‌های افغانستان است.